# Tyler Nubin
Tyler Nubin (St. Charles, 14 giugno 2001) è un giocatore di football americano statunitense che milita nel ruolo di safety per i New York Giants della National Football League (NFL).

## Carriera universitaria
Nella sua prima stagione a Minnesota nel 2019, Nubin disputò tutte le 12 partite, mettendo a segno 6 tackle. L’anno seguente chiuse con 41 placcaggi, un intercetto e un fumble forzato. Nel 2021 Nubin fece registrare 52 tackle, un sack e tre intercetti. Nel 2022 saltò le ultime due partite della stagione regolare per infortunio ma tornò in campo nel Pinstripe Bowl 2022. Chiuse con 55 tackle, 2 dei quali con perdita di yard, 4 intercetti e un fumble forzato, venendo inserito nella seconda formazione ideale della Big Ten Conference.  Dopo avere considerate di rendersi eleggibile nel Draft NFL 2023, Nubin decise di fare ritorno a Minnesota per un’ultima stagione. Nel 2023 guidò la difesa dei Gophers con 5 intercetti, stabilendo il nuovo record dell’istituto per intercetti in carriera, con 13. Inoltre mise a segno 53 tackle, 4 passaggi deviate, un fumble forzato e uno recuperato, venendo inserito nella formazione ideale della Big Ten e premiato come All-American.

## Carriera professionistica

### New York Giants
Nubin fu scelto nel corso del secondo giro (47º assoluto) del Draft NFL 2024 dai New York Giants. Debuttò come professionista partendo come titolare nella gara del primo turno contro i Minnesota Vikings mettendo a segno 6 placcaggi. La sua stagione da rookie si chiuse con 98 tackle, un fumble forzato e un passaggio deviato in 13 presenze, tutte come titolare.